# Diversità genetica

Fringuelli di Darwin o fringuelli delle Galápagos. Charles Darwin, 1845.

La diversità genetica (o variabilità genetica) è una caratteristica degli ecosistemi o di un pool di geni comunemente ritenuta vantaggiosa per la sopravvivenza: essa descrive l'esistenza di molte versioni diverse di uno stesso organismo. Ad esempio, la grande carestia che colpì l'Irlanda nell'Ottocento può essere attribuita in parte al fatto che le piante irlandesi di patate mostravano una varietà genetica molto ridotta, il che permise alla peronospora delle patate (Phytophthora infestans) di infettare e distruggere la maggior parte dei raccolti dell'isola. In generale la diversità genetica offre alle specie maggiore capacità di adattamento e di sopravvivenza in caso di particolari eventi o cambiamenti ambientali. Gli individui il cui fenotipo è diverso in conseguenza della variabilità genetica sono detti varianti.

## Origine della variabilità

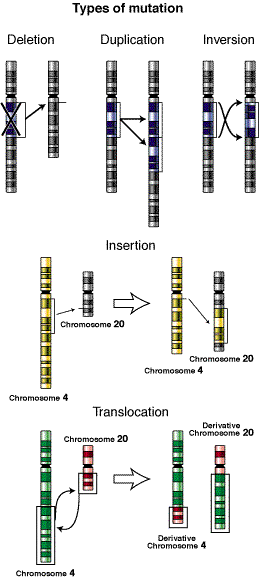
Tipi di mutazione

La varietà genetica è dovuta principalmente alle mutazioni e ai processi di ricombinazione genetica. Le mutazioni in particolare portano alla formazione di nuovi alleli; la ricombinazione li rimescola creando nuove combinazioni alleliche nelle generazioni successive. Le mutazioni possono verificarsi in ogni momento della vita dell'organismo, ma saranno trasmesse (e quindi contribuiranno alla variabilità) solo se interessano le cellule della linea germinale o i gameti. La ricombinazione contribuisce a questo fenomeno nel corso della meiosi in due modi:
- seguendo la terza legge di Mendel; i cromosomi materni e paterni contenuti in un meiocita si dividono (segregano) in uguali proporzioni nei gameti. In pratica i cromosomi dei nostri nonni, ciascuno con i propri geni in una determinata forma allelica, sono stati ereditati dai nostri genitori e si sono rimescolati nei loro gameti tramite la meiosi.
- tramite i crossing-over; il fenomeno attraverso il quale un cromatidio paterno ed uno materno si scambiano delle parti di cromosoma. Questo processo rimescola quindi il DNA dei vari cromosomi presi singolarmente.

Attraverso mutazioni e ricombinazione si ha quella che si definisce variabilità allelica, quella che determina una differenza tra i genotipi dei diversi individui; ma questa variabilità sarà ulteriormente plasmata dall'azione dell'ambiente, che, sulla base delle istruzioni dettate dal genotipo, determinerà in ultimo i diversi fenotipi e dunque la variabilità genetica.

## Tipi di variabilità
La variabilità è solitamente distinta in discontinua e continua.

### Variabilità discontinua
È quella riferita a caratteri per i quali esistono un numero finito e limitato di fenotipi. Un esempio di variabilità di questo genere è rappresentato dal colore degli occhi di Drosophila melanogaster: nel fenotipo selvatico, cioè quello più comune, il colore è rosso; una mutazione nel gene corrispettivo potrà portare, invece, ad occhi bianchi o albicocca (rosy).
È il tipo di variabilità studiato più di frequente in genetica perché più semplice e immediato: in questo caso infatti è molto spesso possibile prevedere con buona accuratezza il fenotipo di un individuo conoscendone il genotipo e viceversa. Questo rapporto biunivoco fenotipo-genotipo è comunque da considerarsi un'approssimazione; infatti, anche se in misura minore rispetto alla variabilità continua, bisogna sempre considerare una possibile influenza dei fattori ambientali.
Le possibili varianti discontinue, inoltre, sono considerate mutanti se sono rare; sono dette morfi se sono frequenti nella popolazione.

### Variabilità continua
È la varietà che riguarda quei caratteri con un numero molto elevato di fenotipi possibili e spesso difficili da distinguere tra di loro. Sono esempi di variabilità continua la varietà nell'altezza o il colore della pelle nell'uomo; l'altezza del fusto per le piante. In questo caso la variabilità è più complessa da analizzare e si genera per l'azione non di un gene soltanto, ma di più geni che agiscono in maniera concertata. In questo caso però il ruolo dell'ambiente sarà notevole. Analizzando l'esempio dell'altezza, si può dire che i vari geni indicano i valori limite all'interno dei quali potrà rientrare il fenotipo; quale valore dei vari possibili si manifesterà, ovvero quale altezza avrà alla fine l'organismo, lo determineranno le condizioni ambientali. 

## Teorie correlate
La branca della biologia nota come genetica delle popolazioni ha formulato diverse ipotesi relativamente alla diversità genetica. La teoria neutrale dell'evoluzione propone che essa sia il risultato dell'accumularsi di mutazioni neutrali. Secondo l'ipotesi della selezione diversificata, le sottopopolazioni di una specie che si trovano a vivere in ambienti diversi possono mostrare la predominanza di diversi alleli nello stesso locus. Questo è possibile nel caso in cui la specie sia molto estesa (relativamente alla mobilità del singolo esemplare). Secondo l'ipotesi della selezione dipendente dalla frequenza, la diffusione di un allele lo rende meno adatto all'ambiente. Questo appare ovvio nelle situazioni di interazione ospite-parassita, in cui la frequenza di un allele nella popolazione è indicativa delle probabilità che si sviluppi un parassita in grado di attaccare gli individui che ne sono dotati.